# Numancia de la Sagra (kommunhuvudort)
Numancia de la Sagra är en kommunhuvudort i Spanien.   Den ligger i provinsen Toledo och regionen Kastilien-La Mancha, i den centrala delen av landet, 40 km söder om huvudstaden Madrid. Numancia de la Sagra ligger 521 meter över havet och antalet invånare är 3 707.
Terrängen runt Numancia de la Sagra är huvudsakligen platt. Numancia de la Sagra ligger nere i en dal. Runt Numancia de la Sagra är det ganska tätbefolkat, med 104 invånare per kvadratkilometer. Närmaste större samhälle är Parla, 19,3 km norr om Numancia de la Sagra. Trakten runt Numancia de la Sagra består till största delen av jordbruksmark.